# NGC 63
NGC 63 là một thiên hà xoắn ốc trong chòm sao Song Ngư, được phát hiện bởi Heinrich Louis vào năm 1865.